# Église Saint-Pierre-aux-Liens d'Osny
L'église Saint-Pierre-aux-Liens est une église catholique située à Osny, en France.
Elle possède un transept provenant d'une première église romane de la fin du XIe siècle, avec un croisillon nord toujours inchangé hormis la voûte, un chœur du début du XIIIe siècle, encore dans le style gothique primitif, et un clocher gothique contemporain du chœur.
La nef et les bas-côtés ont été construits à neuf à la fin du XIXe siècle seulement, en imitant le modèle du XIIIe siècle jamais correctement réparé depuis la guerre de Cent Ans.
Dans son ensemble, l'église Saint-Pierre ne présente pas de particularités architecturales qui lui sont spécifiques, mais les parties anciennes sont toutefois d'un intérêt archéologique certain.
Le clocher et le chœur sont inscrits monuments historiques depuis respectivement 1926 et 1948 ; le transept n'est pas encore protégé bien qu'étant la partie la plus ancienne.
À la suite d'un incendie criminel, les parties orientales de l'église ont été restaurées en 2008. L'église Saint-Pierre-aux-Liens reste toujours le centre de la vie paroissiale d'Osny, et les messes dominicales y sont célébrées le samedi soir et le dimanche matin.

## Localisation
L'église est située en France, en région Île-de-France et dans le département du Val-d'Oise, dans l'agglomération de Cergy-Pontoise, sur la commune d'Osny, rue Aristide-Briand (RD 92Z). C'est la rue principale du centre du bourg ancien. Elle passe devant l'élévation sud de l'église, qui est précédée d'un vaste parvis. L'ancienne mairie de 1874 est située juste en face. La rue de l'Église, une petite voie secondaire, passe devant le chevet. Une ruelle longe l'église au nord, et permet de faire le tour de l'édifice en regagnant le parvis devant la façade occidentale. L'on entre dans l'église par le portail latéral sud ou le portail occidental.

## Historique

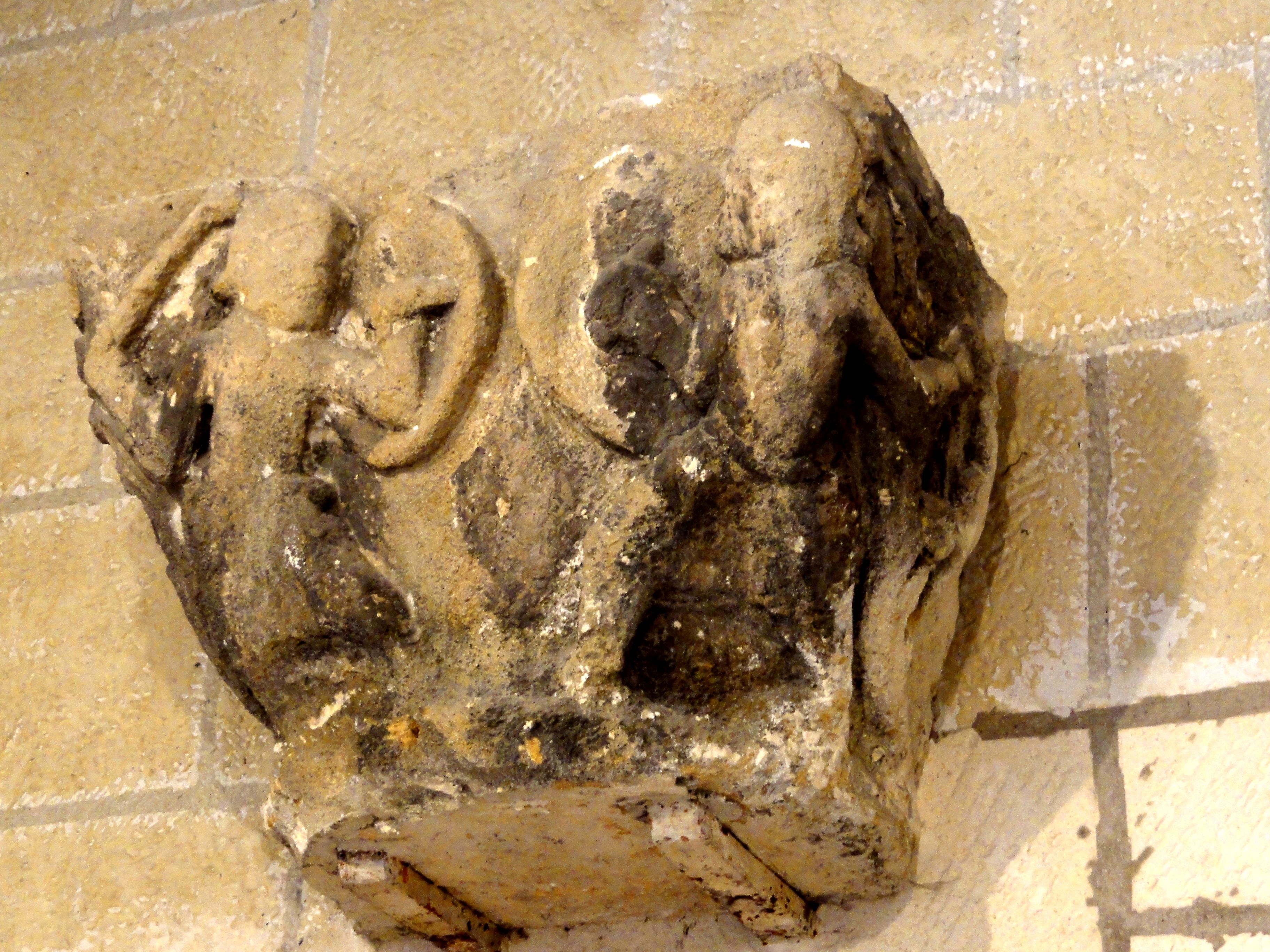
Chapiteau de la fin du XIe siècle au musée Tavet-Delacour.

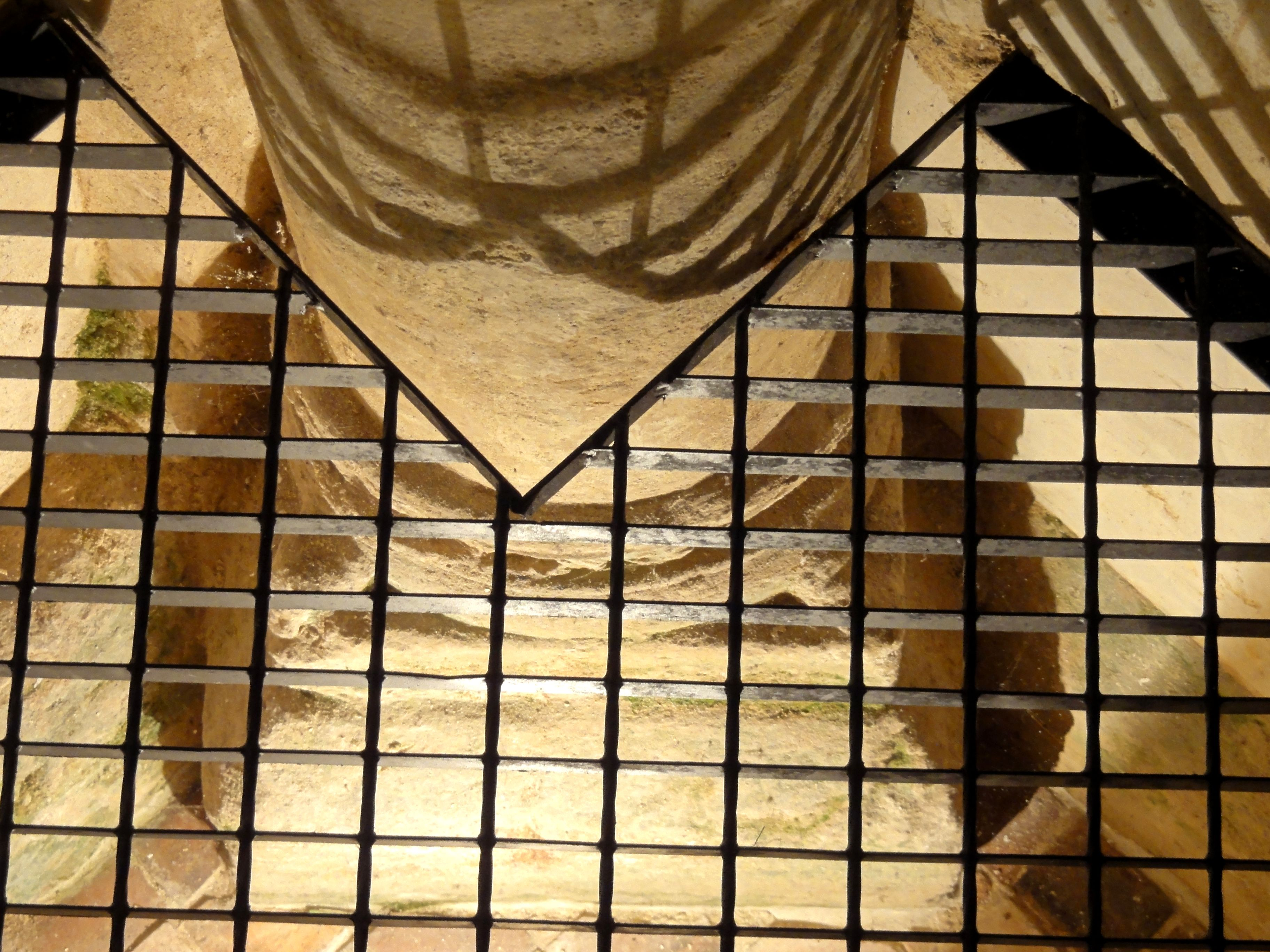
Base romane dans l'angle sud-est du croisillon sud.

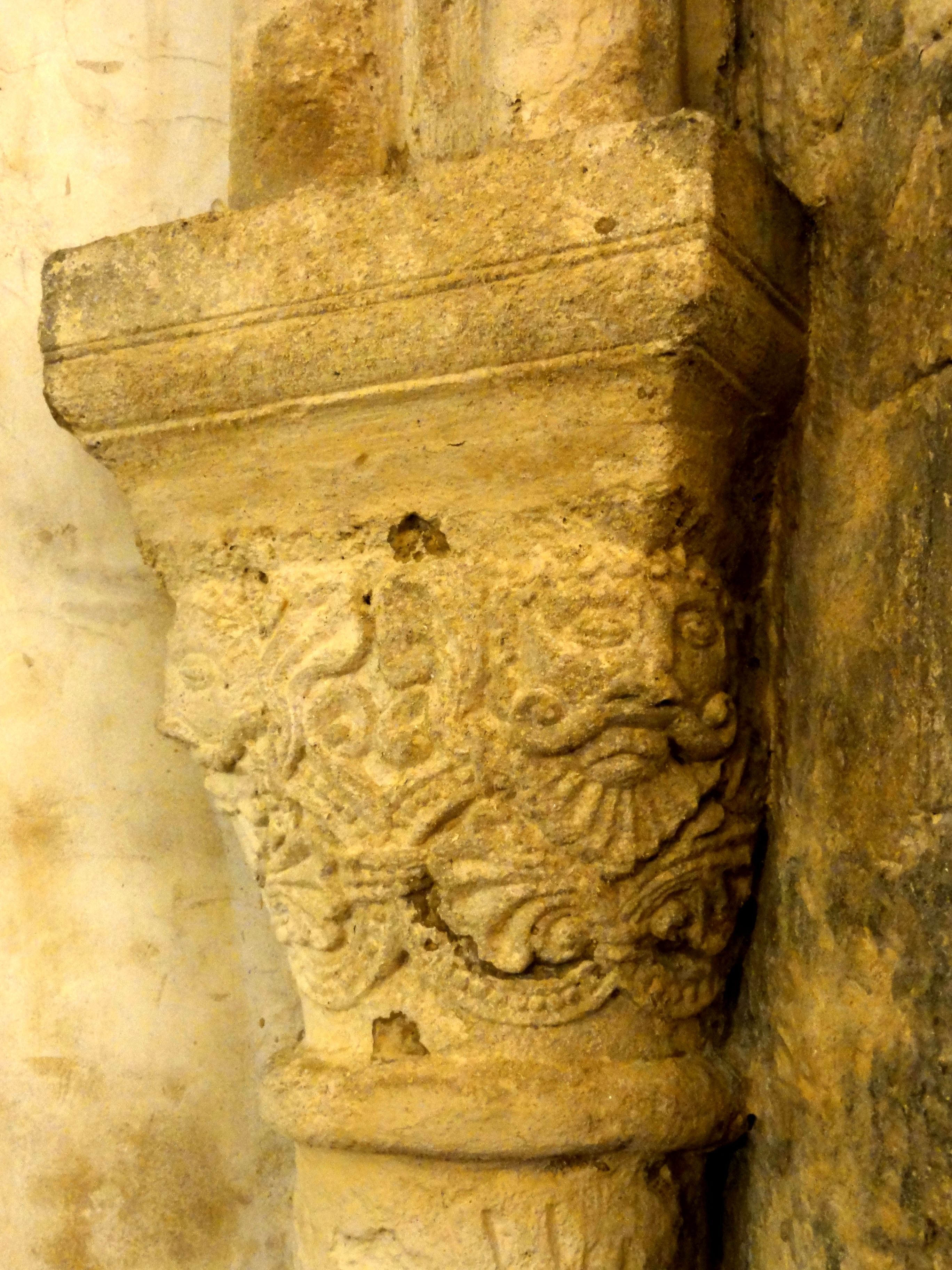
Ce chapiteau historié roman du croisillon nord date d'autour de l'an 1100 et représente l'élément le plus intéressant dans l'intérieur de l'église.

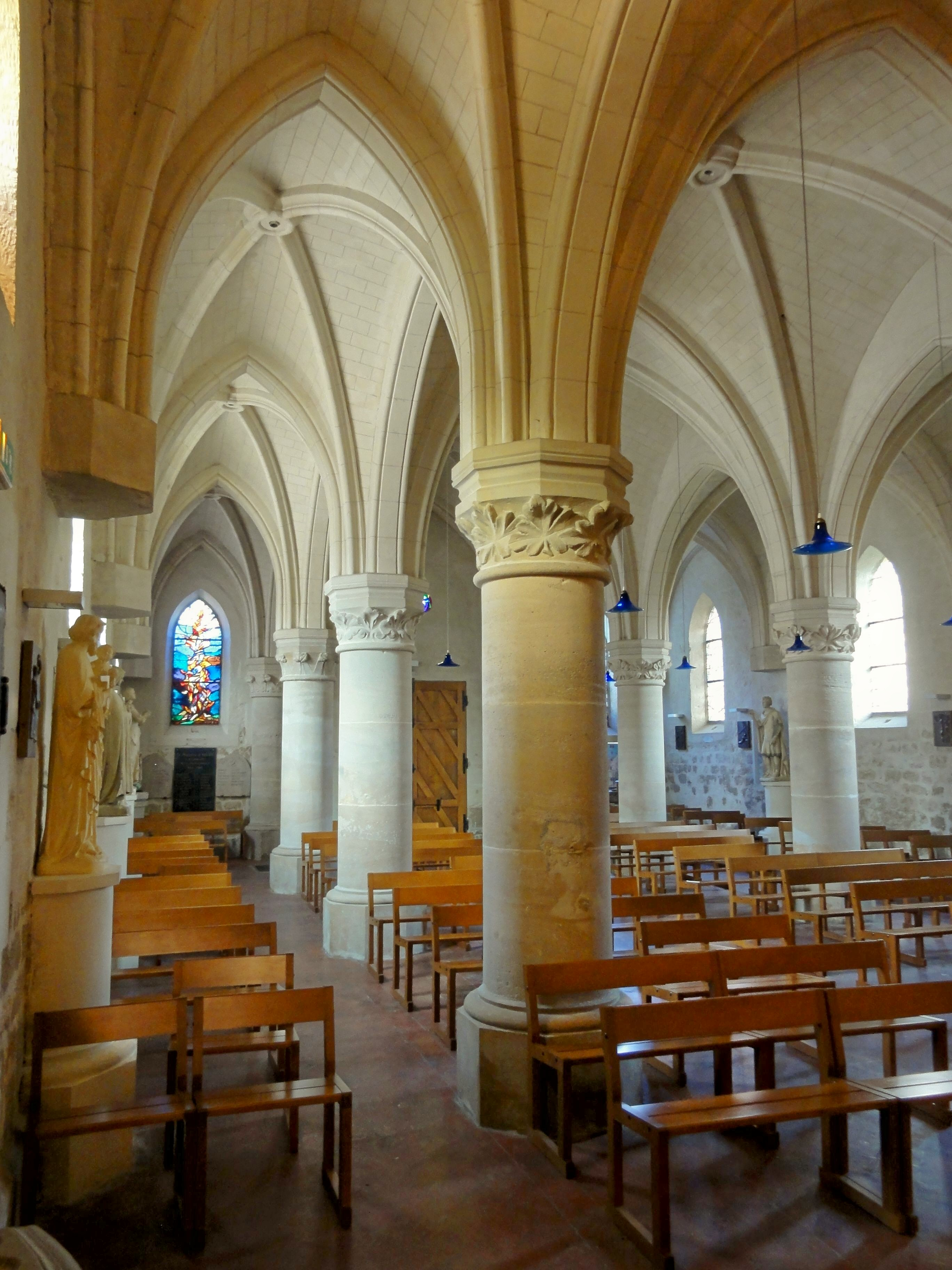
Nef ; vue depuis le bas-côté sud en direction du portail.

Une première église est construite à l'emplacement de l'édifice actuel à la fin du XIe siècle ou au début du XIIe siècle, dans le style roman. La voûte du croisillon nord est refaite à la fin du XIIe siècle. C'est la voûte la plus ancienne qui subsiste dans l'église, et ses deux chapiteaux au revers du mur nord sont les derniers qui restent sur place de l'église primitive. Un troisième est exposé au musée Tavet-Delacour de Pontoise, au rez-de-chaussée, près de l'escalier.
Dès la première moitié du XIIIe siècle, la première église est déjà remplacée par un édifice de style gothique, hormis le transept, qui est maintenu et subsiste toujours.
La croisée du transept et le croisillon nord sont toutefois dotés de nouvelles voûtes. La nouvelle voûte de la croisée est plus élevée que l'ancienne.
Ici tout comme le croisillon sud, les chapiteaux romans sont remplacés par de nouveaux chapiteaux, mais leurs corbeilles restent nus et ne seront jamais sculptés.
Le clocher central se dressant au-dessus de la croisée du transept est quant à lui remplacé par un clocher gothique selon le modèle répandu alors dans le Vexin français, inspiré de l'église Saint-Quentin de Nucourt. 
Sous l'Ancien Régime, Osny faisait partie de l'archidiocèse de Rouen et de l'archidiaconé du Vexin français, qui avait son siège en l'église Saint-Mellon de Pontoise (située près de l'actuelle cathédrale Saint-Maclou et démolie après la Révolution française).
La cure d'Osny était placée sous le double patronage de l'archevêque de Rouen, représenté par l'archidiacre de Pontoise, et le chapitre de la cathédrale Saint-Pierre de Beauvais, qui nommaient alternativement les curés.
La dîme revenait pour un tiers au chapitre de la cathédrale de Beauvais, et pour les deux autres tiers à l'abbaye de Chelles, une abbaye de sœurs bénédictines située à Chelles, dans l'actuel département de Seine-et-Marne. Cette abbaye avait la qualité de seigneur d'Osny, droit confirmé par une charte de Louis VI datée de 1127.
En 1432, pendant la guerre de Cent Ans, les Anglais dévastent l'église, mais elle n'est toutefois pas reconstruite au siècle suivant, comme la plupart des églises de la région dans le même cas, mais seulement réparée.
Néanmoins, la baie du chevet est remplacée au XVIe siècle par une large fenêtre en plein cintre avec un remplage simple de type Renaissance, et les baies au sud et au nord du transept et des chapelles latérales sont repercées.
Sous l'impulsion de la Révolution, les cloches sont réquisitionnées par le Comité de surveillance révolutionnaire et fondues pour en faire des canons.
L'église doit être fermée au culte à la Toussaint 1793, et ne peut être rouverte qu'en 1802. Il faudra attendre 1819 pour la réception de deux nouvelles cloches, respectivement de 120 cm et de 65 cm de diamètre.
Pour des raisons d'hygiène, le cimetière entourant l'église est désaffecté en 1824 et en partie exhumé en 1879.
En 1870, le toit en bâtière initial du clocher est remplacé par une toiture en hache.
L'édifice étant bâti sur un sol marécageux, la nef en particulier souffre de l'humidité et se trouve dans un mauvais état.
Le portail occidental avec une multiple archivolte reposant sur des colonnettes à chapiteaux est mutilé et en grande partie recouvert de ciment.
Les murs sont encore solides, mais la démolition totale de l'église est bel et bien envisagée pendant les années 1880. L'architecte en chef des monuments historiques Alphonse Simil soumet un projet de restauration pour la nef, qui aurait facilement pu être sauvée.
À la suite d'un legs permettant la construction d'une nouvelle nef avec bas-côtés et grâce à des subventions, la nef non voûtée du début du XIIIe siècle est toutefois démolie en 1895, mais le chœur et le transept sont quand même sauvés.
La croisée du transept est refaite une seconde fois (depuis le début du XIIIe siècle), et les chapiteaux romans sont enlevés. L'un d'entre eux est déposé au musée Tavet-Delacour de Pontoise.
La nouvelle nef est bâtie dans le style du XIIIe siècle, en récupérant quatre chapiteaux d'origine. Un cinquième est remis au musée Tavet-Delacour. La frise à modillons imite celle du chœur.
La perte de l'ancienne nef n'est pas moins regrettable, car elle représentait l'une des dernières nefs-grange non voûtées de cette époque dans la région, bien que les murs gouttereaux et toutes les fenêtres avaient déjà été remaniés à la fin du XVe siècle ou au début du XVIe siècle.
Quatre autres nefs de ce type subsistaient dans le Vexin à la fin du XIXe siècle, dont une a été également détruite, et deux autres dotées de voûtes.
Désormais, seule l'église de Fours-en-Vexin conserve une nef semblable à la nef ancienne d'Osny.
En 1922, Louis Régnier devient le témoin d'une façon barbare de restaurer le clocher : sur la face méridionale, où les arcs des fenêtres et le parement du mur avaient été refaits grossièrement en plâtre, les claveaux et blocs sculptés manquants ne sont pas remplacés en bonne et due forme, mais en ciment.
Même la frise de têtes de clous est reproduite en ciment, ainsi que les sommets des contreforts, alors qu'il aurait été tout à fait possible d'obtenir une subvention pour mener ces travaux dans les règles de l'art.
Le clocher est toutefois inscrit au titre des monuments historiques par arrêté du 16 juin 1926, et le chœur par arrêté du 27 janvier 1948.
Le reste de l'édifice n'est ni classé ni inscrit, y compris le croisillon nord roman.
En 1945, les habitants restaurent la chapelle de la Vierge au sud du chœur en signe de reconnaissance pour la fin de la Seconde Guerre mondiale.
Le clocher, le transept, le chœur et ses deux chapelles sont restaurés extérieurement en 1986.
À la suite d'un incendie criminel en 2006, l'intérieur de ces parties anciennes est restauré en 2008. Malgré le nombre d'habitants important de la ville (plus de 16 000 habitants), l'église Saint-Pierre-aux-Liens demeure l'unique église catholique d'Osny.
S'y ajoute seulement l'oratoire Saint-Joseph.
La paroisse ne couvre pas d'autres communes.
Les messes dominicales sont célébrées en l'église Saint-Pierre le samedi à 18 h 30 et le dimanche à 10 h 30.

## Description

### Aperçu général

Plan de l'église.

À peu près régulièrement orientée, avec une façade occidentale légèrement tournée vers le nord-ouest, l'église Saint-Pierre-aux-Liens est de plan cruciforme. Elle se compose d'une nef de quatre travées, accompagnée de ses deux bas-côtés ; d'un transept ; d'un clocher central s'élevant au-dessus du carré du transept ; d'un chœur au chevet plat de deux travées ; et de deux chapelles latérales d'une travée, à l'angle entre les croisillons et la première travée du chœur. Elles se terminent également par un chevet plat. L'axe du chœur dévie vers le nord par rapport à celui de la nef. La sacristie se situe entre la chapelle sud et la dernière travée du chœur. Une tourelle d'escalier carrée occupe l'angle entre le croisillon nord et le bas-côté nord. L'église ne comporte que deux pignons visibles, l'un au chevet et l'autre au-dessus de la façade occidentale. Du fait que la nef avec les bas-côtés soit moins large que la partie ancienne de l'église au niveau du transept, un pignon intermédiaire délimite la nef à l'est. Les croisillons et les chapelles latérales sont recouverts par des toits en appentis en continuité avec la toiture centrale, ce qui est également le cas des bas-côtés.

### Intérieur

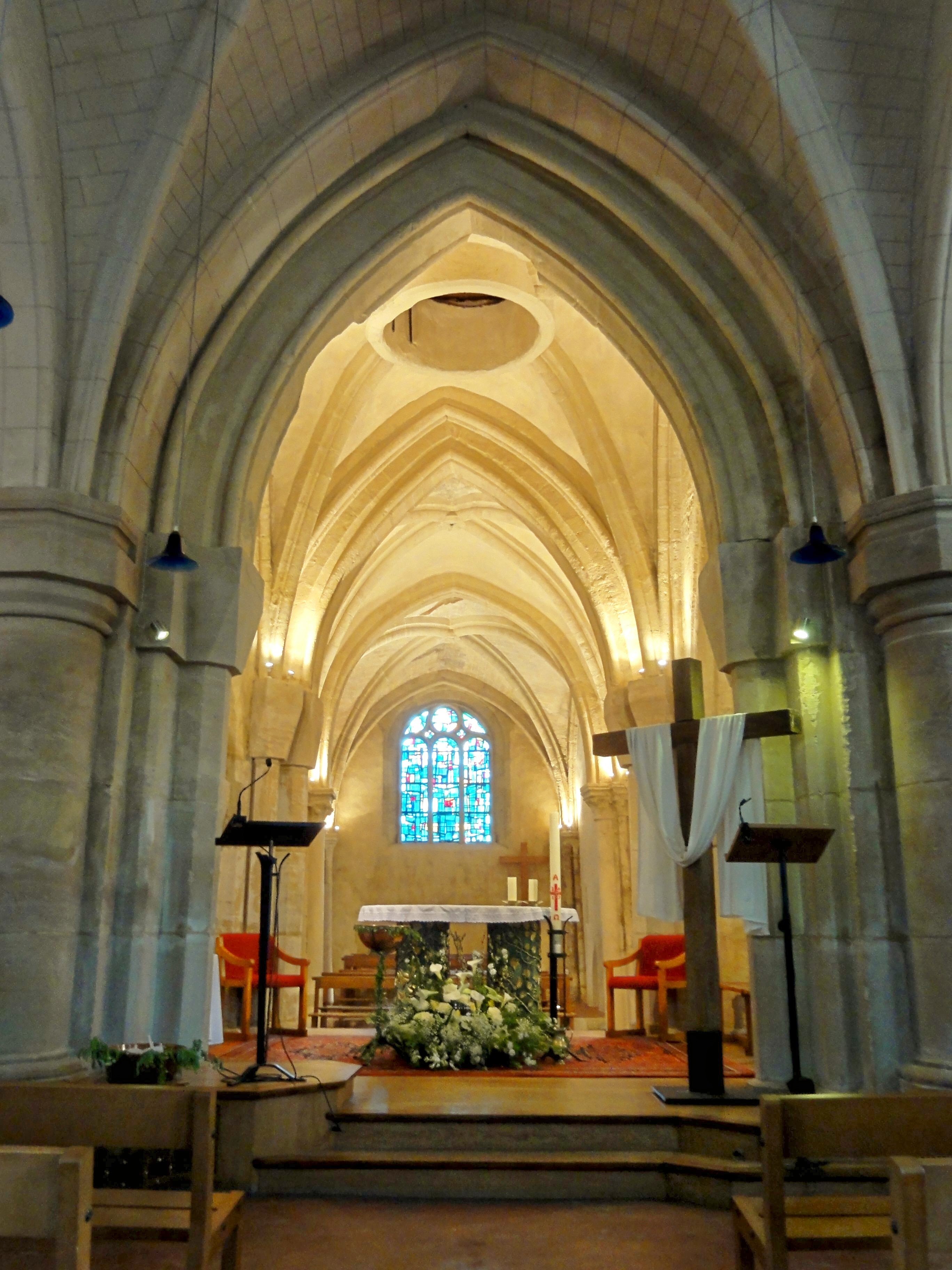
Croisée du transept et chœur ; vue depuis la nef.

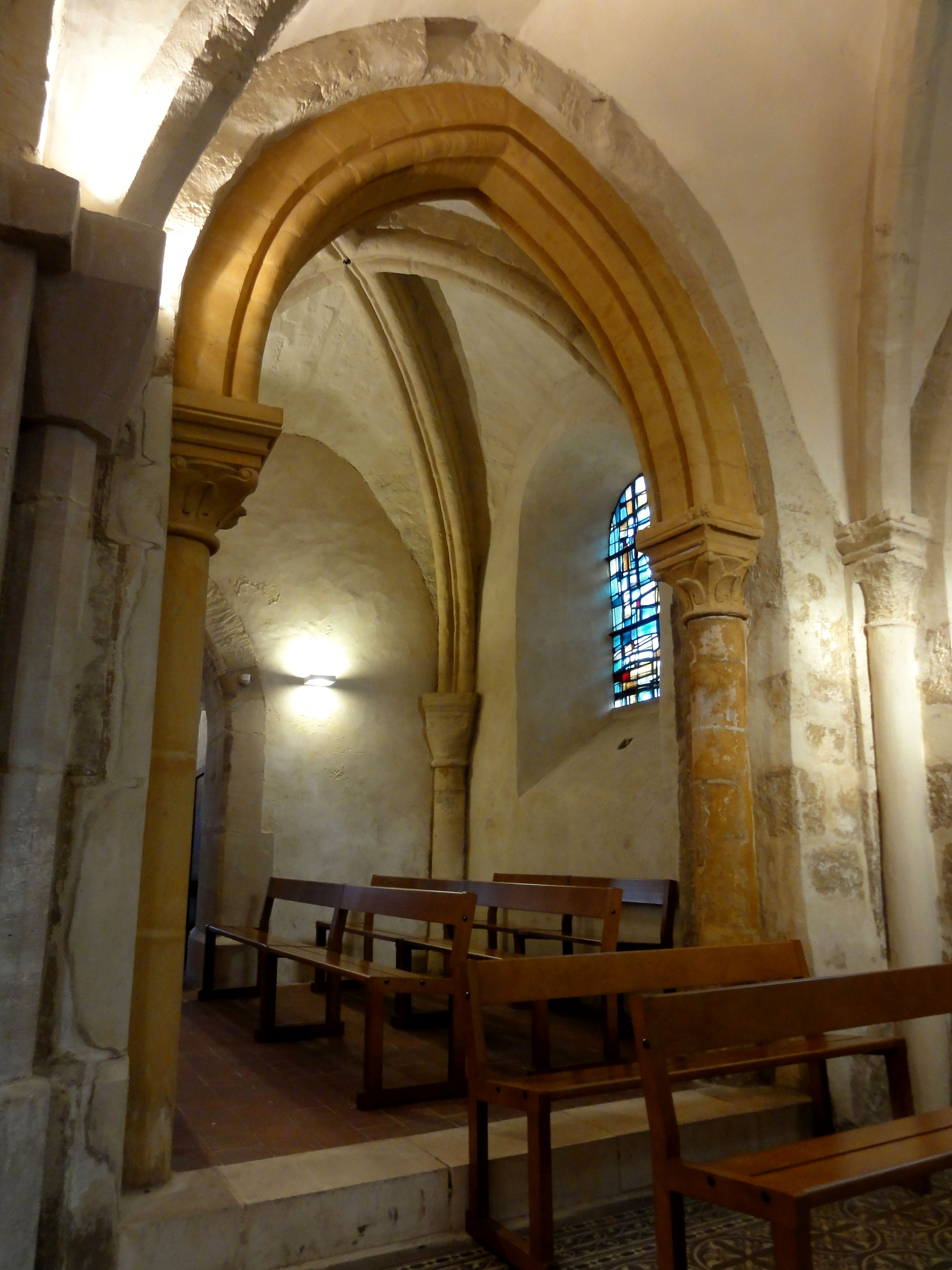
Croisillon nord ; vue depuis la chapelle Saint-Jacques.

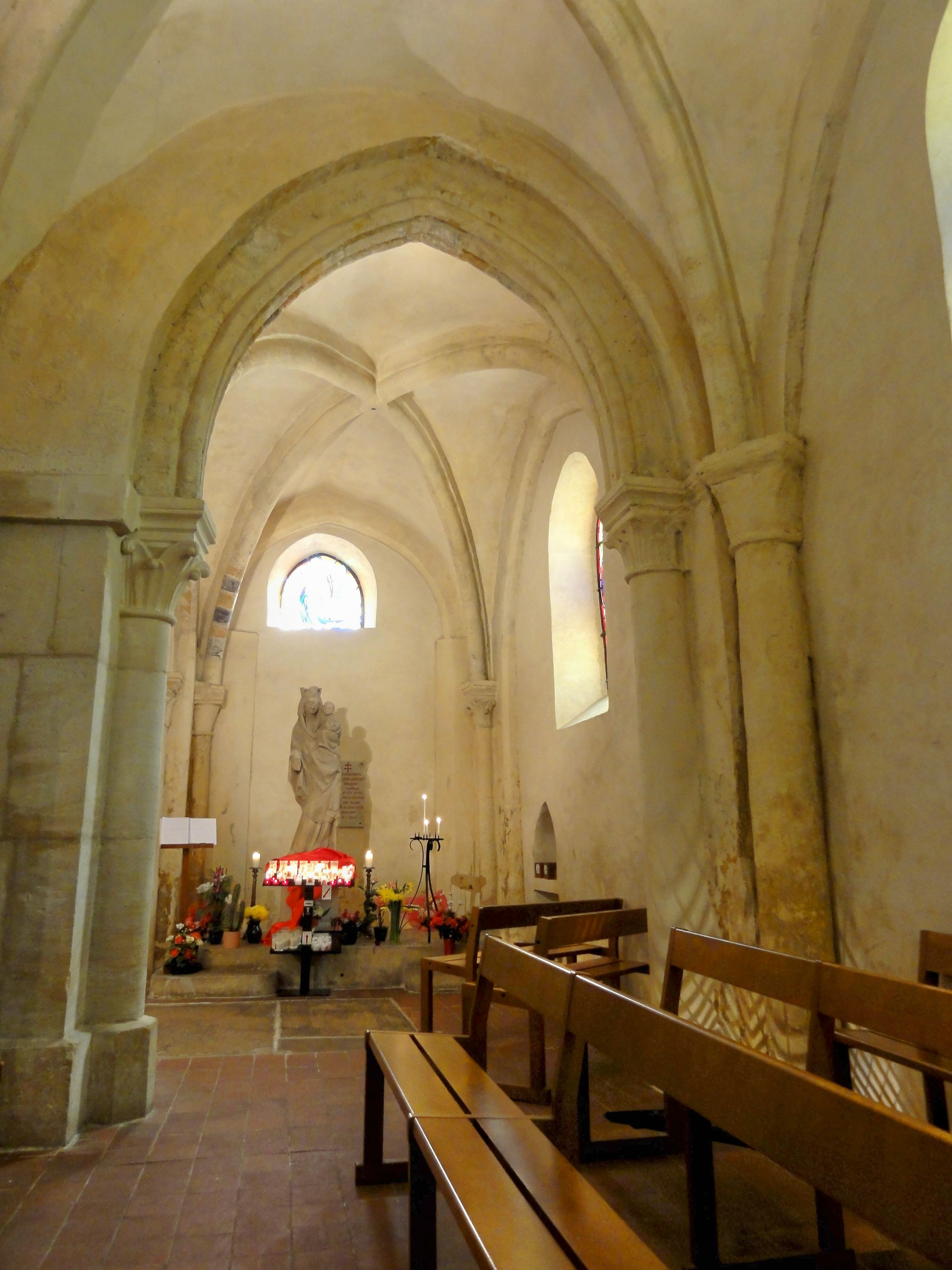
Chapelle de la Vierge ; vue depuis le croisillon sud.

L'on distingue globalement deux ensembles : la nef avec ses bas-côtés bâtie à neuf en 1895, et les parties anciennes datant de la fin du XIe ou du début du XIIe, de la fin du XIIe et de la première moitié du XIIIe siècle. Les parties anciennes présentent une certaine homogénéité en regardant depuis la nef, mais un examen plus précis révèle un grand nombre de particularités dans chacune des sept travées constituant le transept, le chœur et ses deux chapelles latérales. Les trois travées formant le vaisseau central, à savoir la croisée du transept et les deux travées du chœur, sont voûtées à la même hauteur : les doubleaux des grandes arcades qui les séparent supportent donc également les voûtes et touchent directement à leurs formerets (absents dans la première travée du chœur).
La croisée du transept, moins profonde que les travées du chœur, montre de ce fait des ogives plus aigües. Sa voûte a été refaite au XIIIe siècle et est percé d'un trou de cloches. Au moment de la construction de la nouvelle nef, l'arcade du XIIIe siècle regardant la nef a été refaite à neuf. Ses colonnes romanes et ses chapiteaux datant encore des débuts de l'église ont donc été supprimés. Le chapiteau au nord, présentant deux combattants à pied vêtus de longues cottes de maille et se protégeant de grands boucliers ovales, a été sauvegardé et déposé au musée Tavet-Delacour de Pontoise. L'autre chapiteau était fruste. L'arcade et ses deux formerets reposent désormais sur des chapiteaux aux corbeilles non sculptés. De tels chapiteaux sommaires règnent sur les quatre extrémités de la croisée et même à l'ouest des deux arcades faisant communiquer la première travée du chœur avec les chapelles. Les arcades entre la croisée et les croisillons subsistent toutefois du XIIIe siècle, et celle du sud conserve un décor polychrome remis au jour en 2008. La croisée du transept abrite aujourd'hui le maître-autel sur une petite tribune, afin de pouvoir utiliser plus efficacement l'espace disponible dans l'église et d'assurer une bonne visibilité depuis l'ensemble des bancs.
Quant à la première travée du chœur, sa voûte est dépourvue de formerets, et les arcades s'ouvrant sur les chapelles sont plus basses que la voûte. Entre la première et la seconde travée du chœur, l'on trouve deux faisceaux d'une colonne et de deux colonnettes, la première recevant le doubleau, les autres les ogives. Ces chapiteaux sont à crochets. La clé de voûte est une petite couronne de feuillages, tout comme dans la seconde travée. Cette travée du sanctuaire disposant de formerets contrairement à la précédente, des culots accompagnent les faisceaux de colonnettes entre les deux travées du chœur. Dans les deux angles à gauche et à droite du chevet, cette logique n'est pas observée : cette fois-ci, les formerets ont aussi droit à des colonnettes, ce qui donne des faisceaux de trois colonnettes, dont une pour l'ogive. De ce fait, aucune des trois travées du vaisseau central n'est identique. Au XVIe siècle, la baie du chevet a été repercée et doté d'un remplage de trois arcades plein cintre surmontées d'un oculus : c'est l'unique fenêtre à remplage de toute l'église. Latéralement, subsistent les baies en tiers-point à lancette simple d'origine. Les voûtains de la voûte de la seconde travée du chœur a été peint de fresques représentant le tétramorphe comme symboles des Quatre Évangélistes, le taureau habituel pour saint Luc étant remplacé par un cheval, et l'aigle pour saint Jean n'étant plus lisible. Le lion représente saint Marc, et l'ange ou homme ailé saint Matthieu. Le Christ est visible à l'ouest de la première travée du chœur. Ces fresques n'ont été découvertes puis restaurées qu'en 2008.
Si le croisillon nord ne représente qu'une parmi trois travées subsistant de l'édifice roman d'autour de l'an 1100, avec la croisée et le croisillon sud, c'est toutefois la dernière travée conservant des chapiteaux romans. Supportant la voûte de la fin du XIIe siècle, ils se trouvent au sommet des deux colonnes dans les angles nord-ouest et nord-est. Celui dans l'angle nord-ouest est sculpté à faible relief et fait apparaître une fleur de lys ; celui dans l'angle nord-est est le plus remarquable et représente deux masques humains dans un décor de palmettes entrelacées. Les nervures de la voûte se composent de deux tores séparés par une arête, et il n'y a pas de clé de voûte ni de formerets. Une étroite arcade non décorée s'ouvre sur le bas-côté nord, alors qu'une élégante arcade en tiers-point, au profil d'un méplat entre deux tores, s'ouvre sur la chapelle latérale nord. L'arcade regardant vers la croisée est brisée, et ses chapiteaux aux corbeilles non sculptées sont du même genre que les autres employés à la fin du XIXe siècle. Il est à souligner que ces trois arcades ne jouent pas de rôle dans le support de la voûte, leur profil ne correspondant dans aucun cas. Le croisillon sud se distingue par une arcade plus pointue du côté de la croisée, formée de trois tores, avec le décor polychrome déjà évoqué ; par un profil des ogives plus simple, constitué d'un gros tore ; et bien sûr par des chapiteaux gothiques dans les angles sud-ouest et sud-est. Ils sont sculptés de motifs de feuilles plates assez simples. Curieusement, un formeret existe au sud, alors que les autres extrémités de la voûte en sont dépourvues. Dans l'angle sud-est, la base de colonne située en dessous du niveau du sol a été dégagée : en effet, le sol de l'église a été remblayée et était située environ 60 cm plus bas à l'origine, et les voûtes paraissaient donc plus élevées.
Les deux chapelles partagent le même type de voûte que le croisillon sud, avec toutefois des nervures en profil d'amande plus élégantes que le profil monotorique. Il n'y a pas non plus de clés de voûte. Les chapelles sont voûtées plus basses que les croisillons, et les arcades s'ouvrant sur ces derniers et la première travée du chœur coïncident ici avec le profil des voûtes. Comme dans la dernière travée du chœur, il y a des formerets, mais comme particularité, ils ne sont pas reçus par des chapiteaux et des colonnettes, mais se continuent jusqu'au sol et restent non décorés. Ceci est d'autant plus étonnant que les arcades s'ouvrant sur la première travée du chœur disposent de formerets purement décoratifs côté chœur, et reposent donc sur deux colonnes accompagnée chacune d'une colonnette et d'un simple ébrasement. Dans les quatre angles au nord et au sud, se situent des colonnettes uniques accompagnées de deux ébrasements, portant des chapiteaux sculptés en feuillages ou en crochets. Sur l'arcade entre la première travée du chœur et la chapelle du sud, des traces de polychromie subsistent. La chapelle du nord est dédiée à saint Jacques ; celle du sud à la Vierge. L'on y trouve une copie du seul élément de mobilier classé monument historique que possède l'église, une Vierge à l'Enfant, haute de 50 cm et datant du XIVe siècle,,. Deux intéressantes pierres tombales à effigie relativement bien conservées se trouvent en outre dans la chapelle de la Vierge.

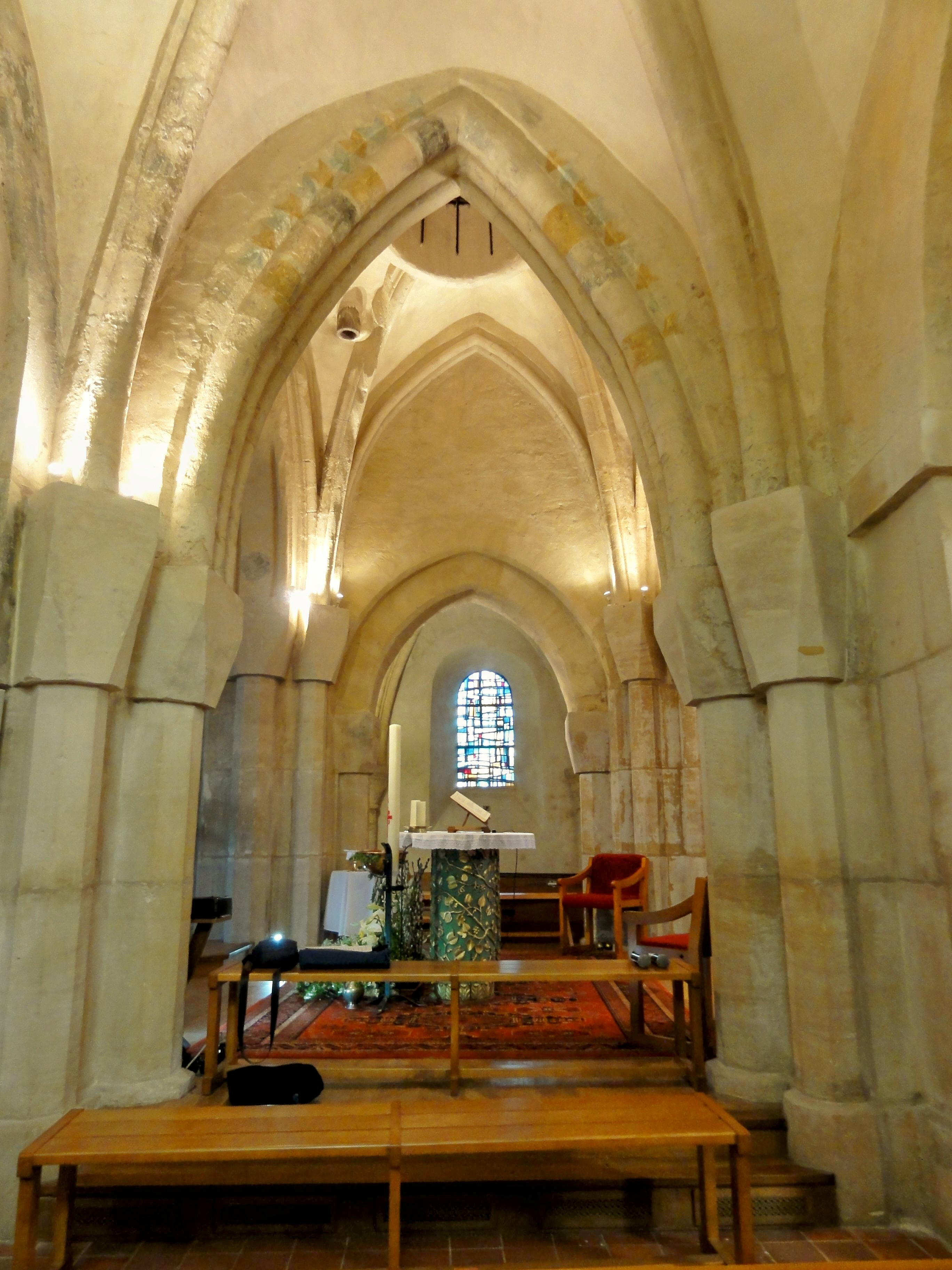
Transept, vue depuis le sud ; chapiteaux frustes de la fin du XIXe siècle.
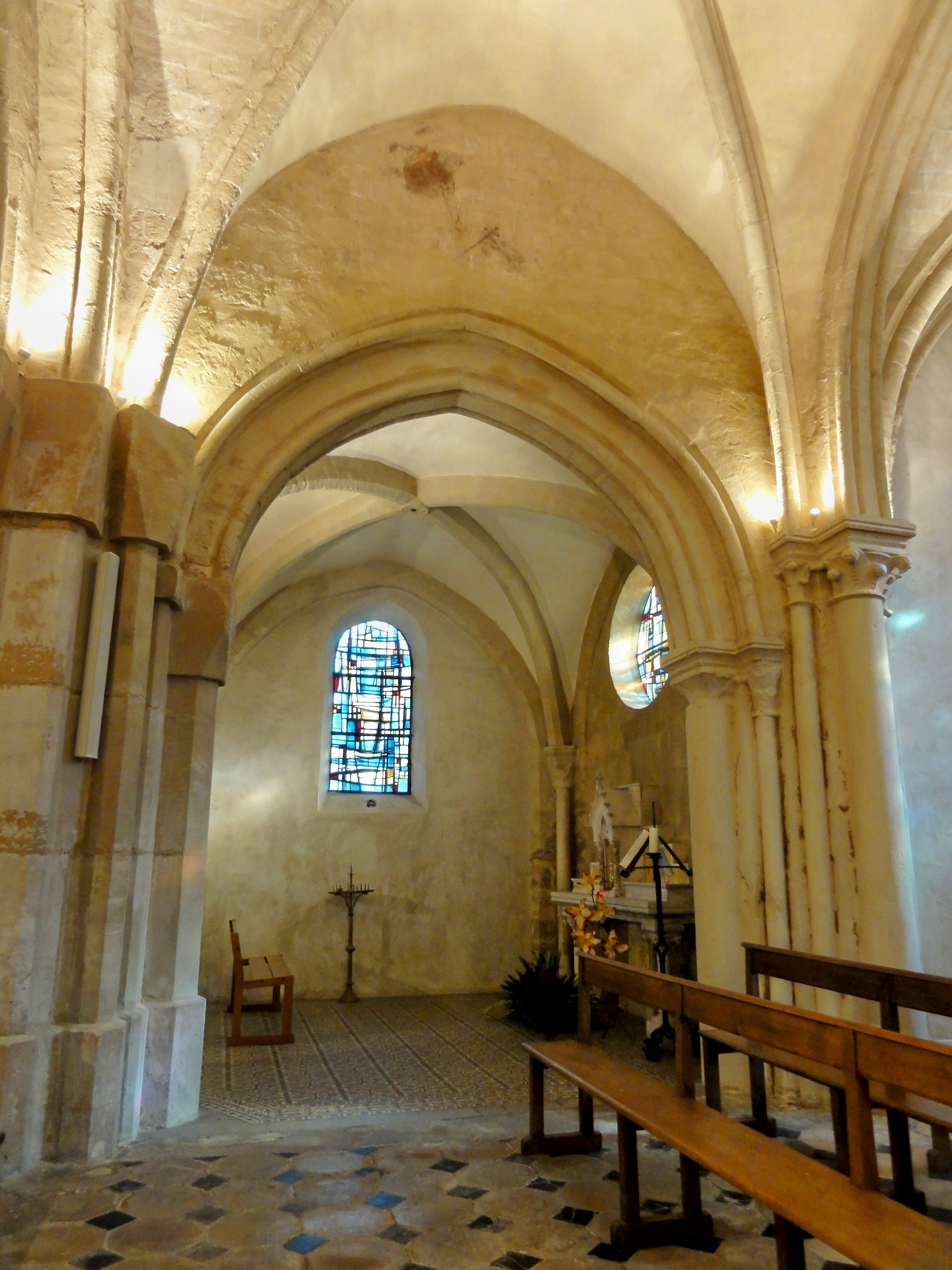
Chapelle Saint-Jacques (au nord), vue depuis la 1re travée du chœur.
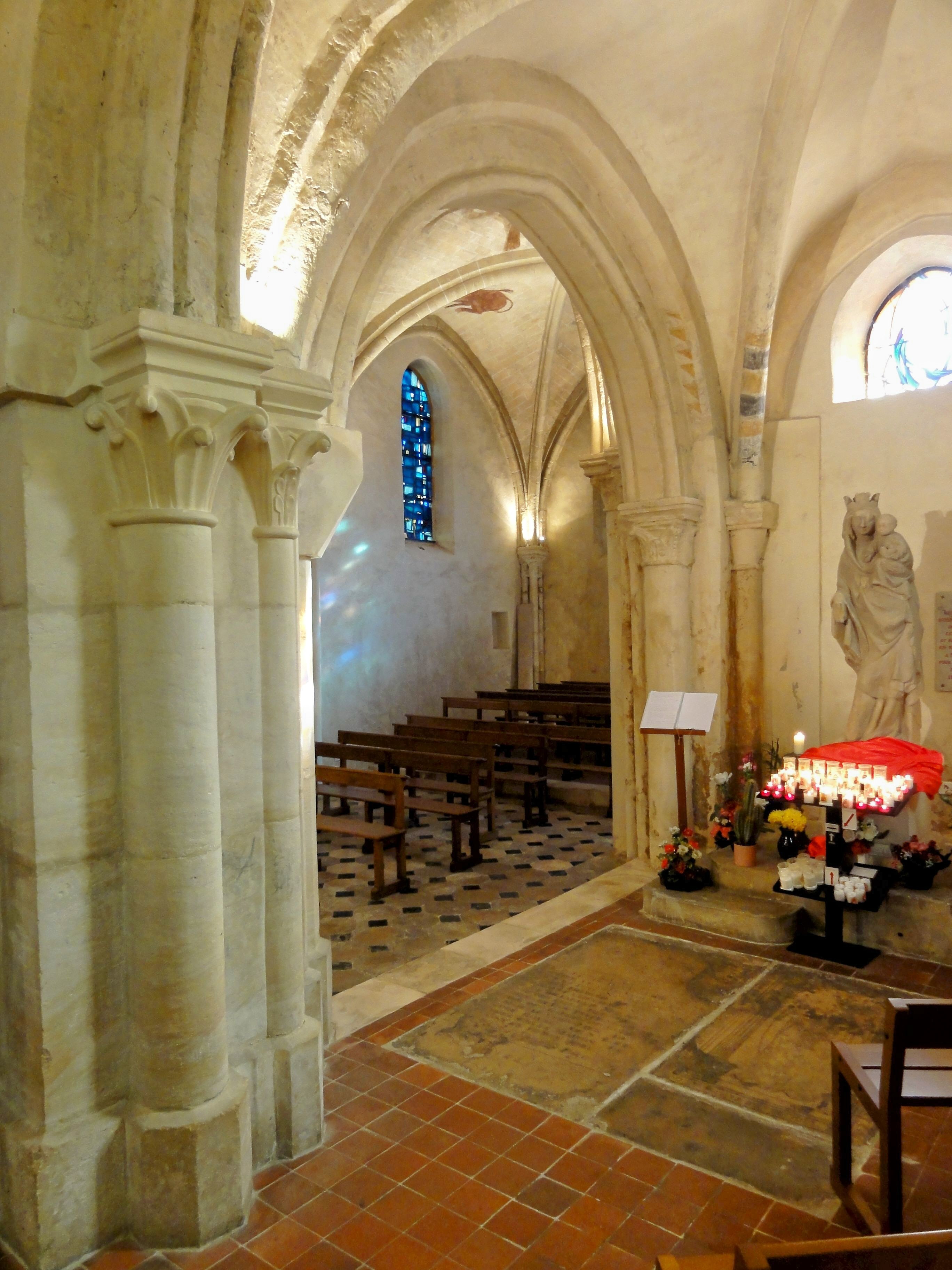
Chapelle de la Vierge (au sud) - vue diagonale vers le chœur.
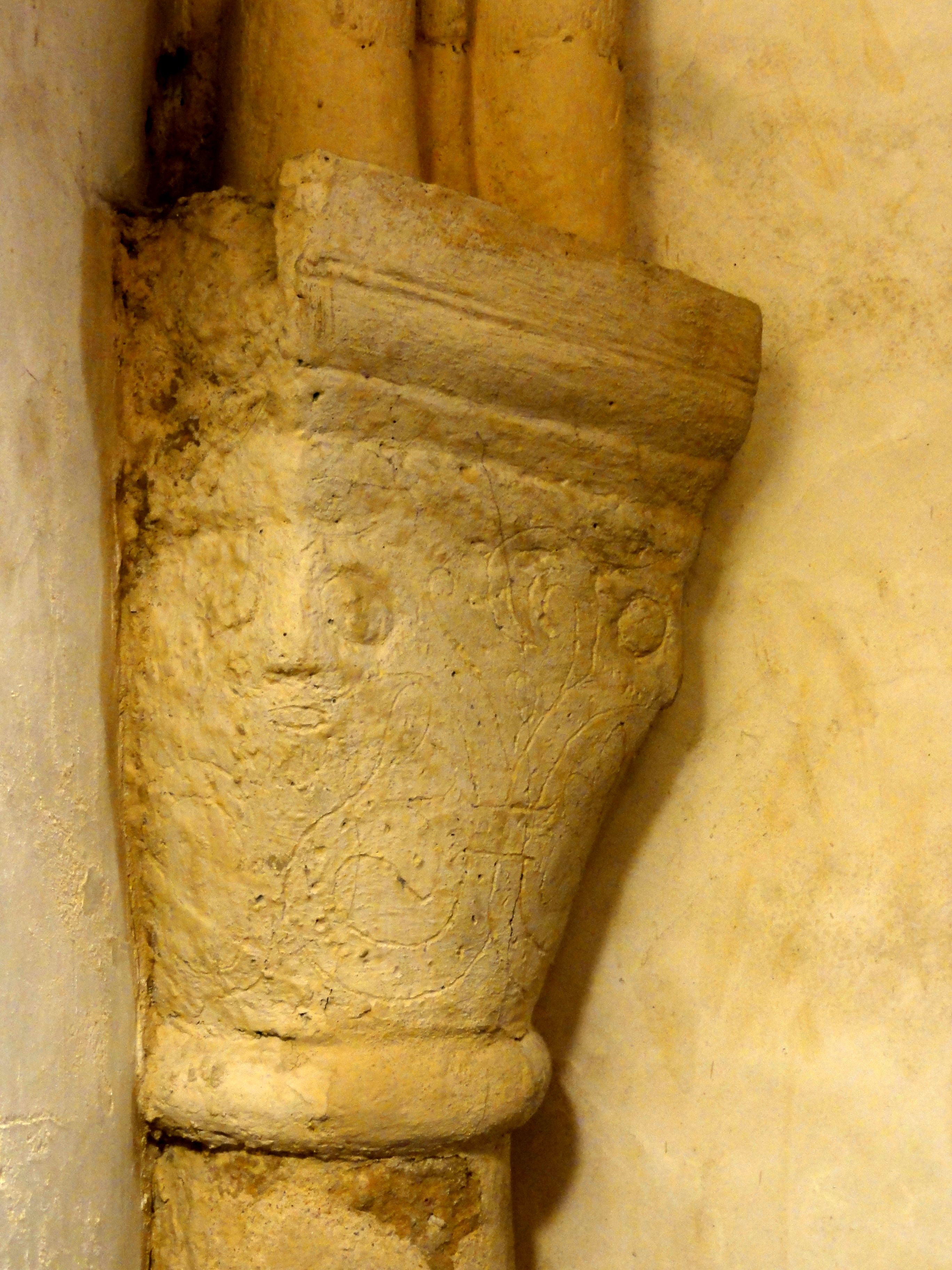
Chapiteau roman à volutes d'angle du croisillon nord.
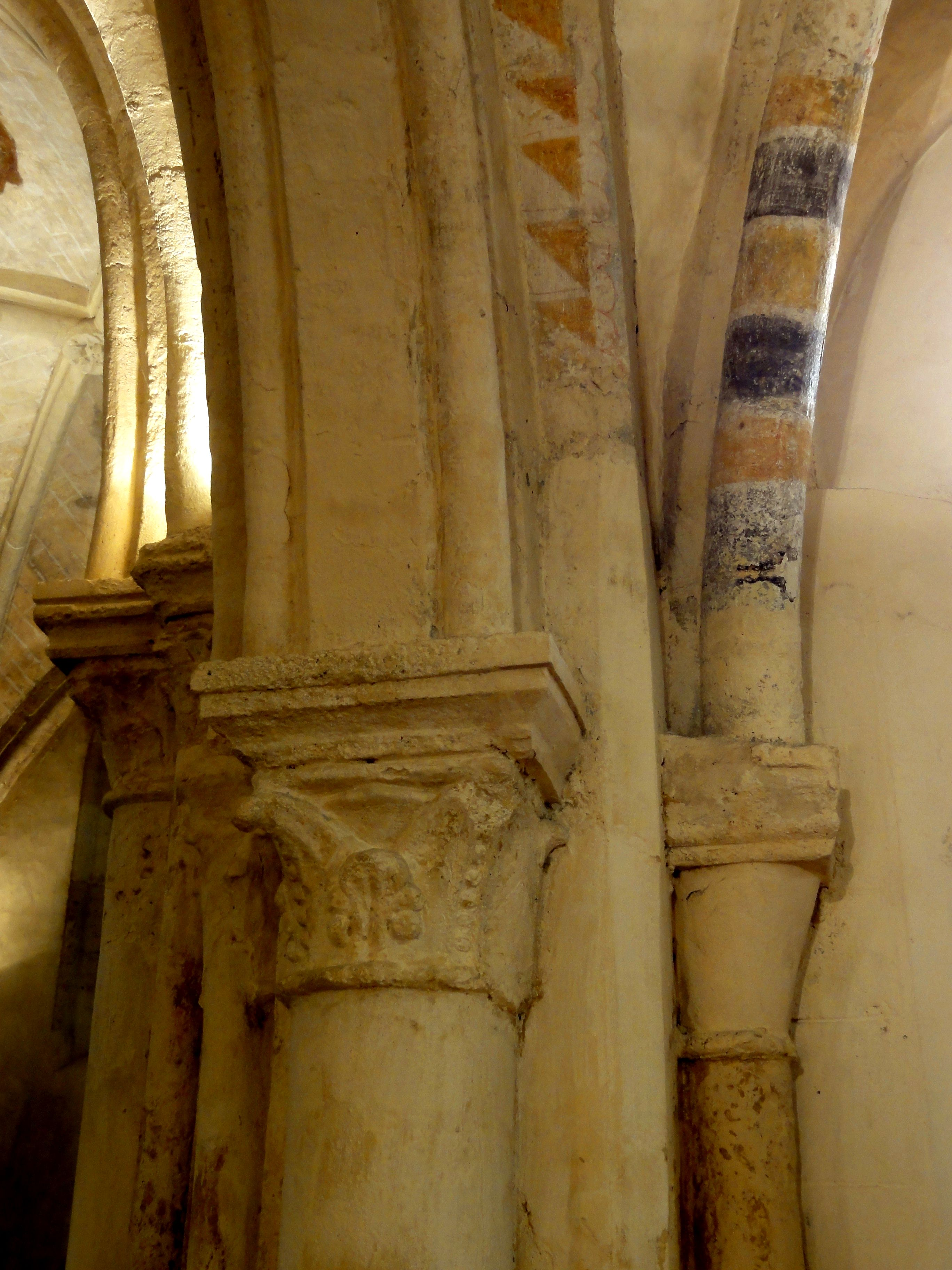
Chapiteaux entre chœur et chapelle de la Vierge.
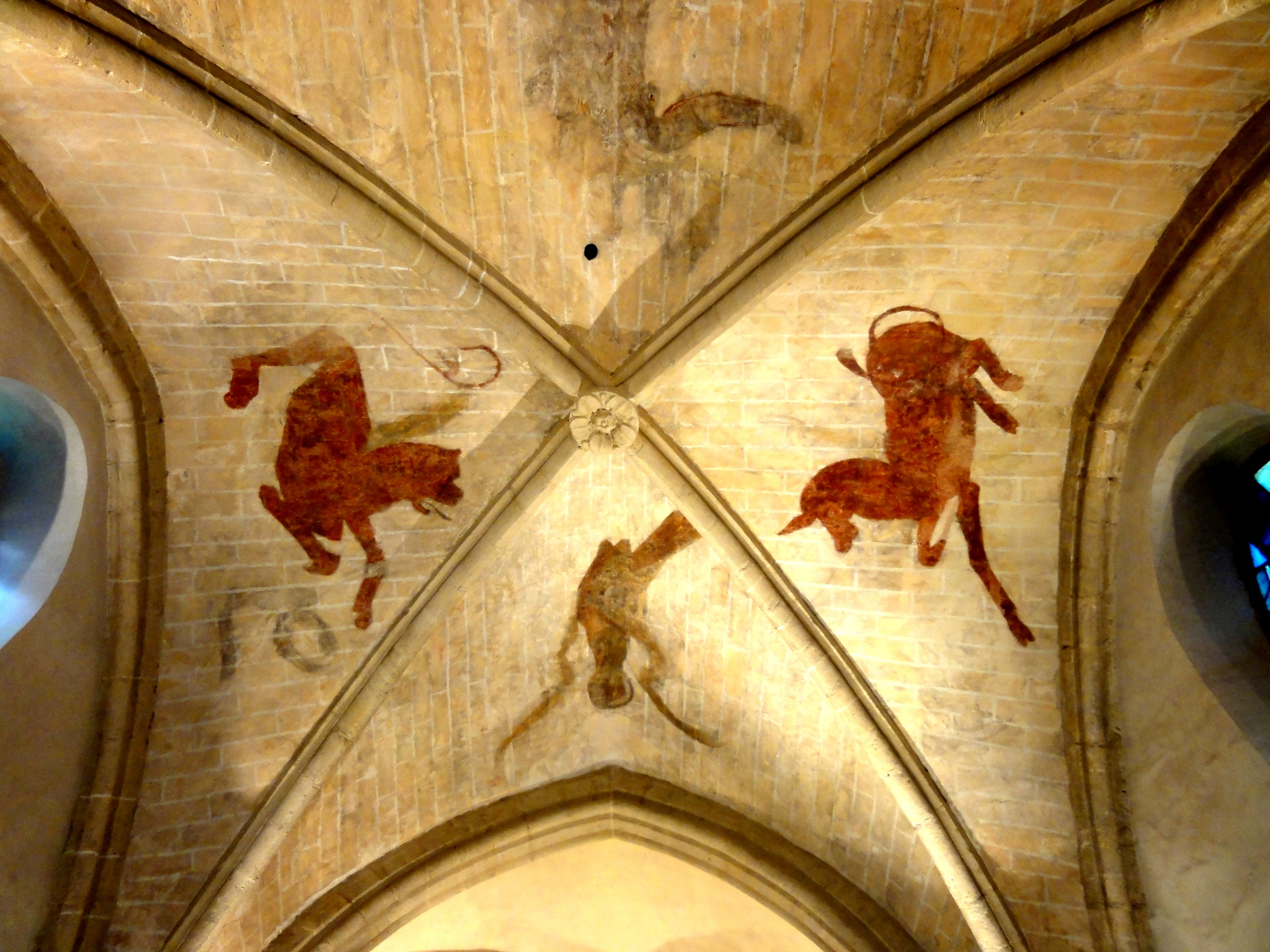
Peintures murales sous la voûte de la 2e travée du chœur : tétramorphe.

### Extérieur

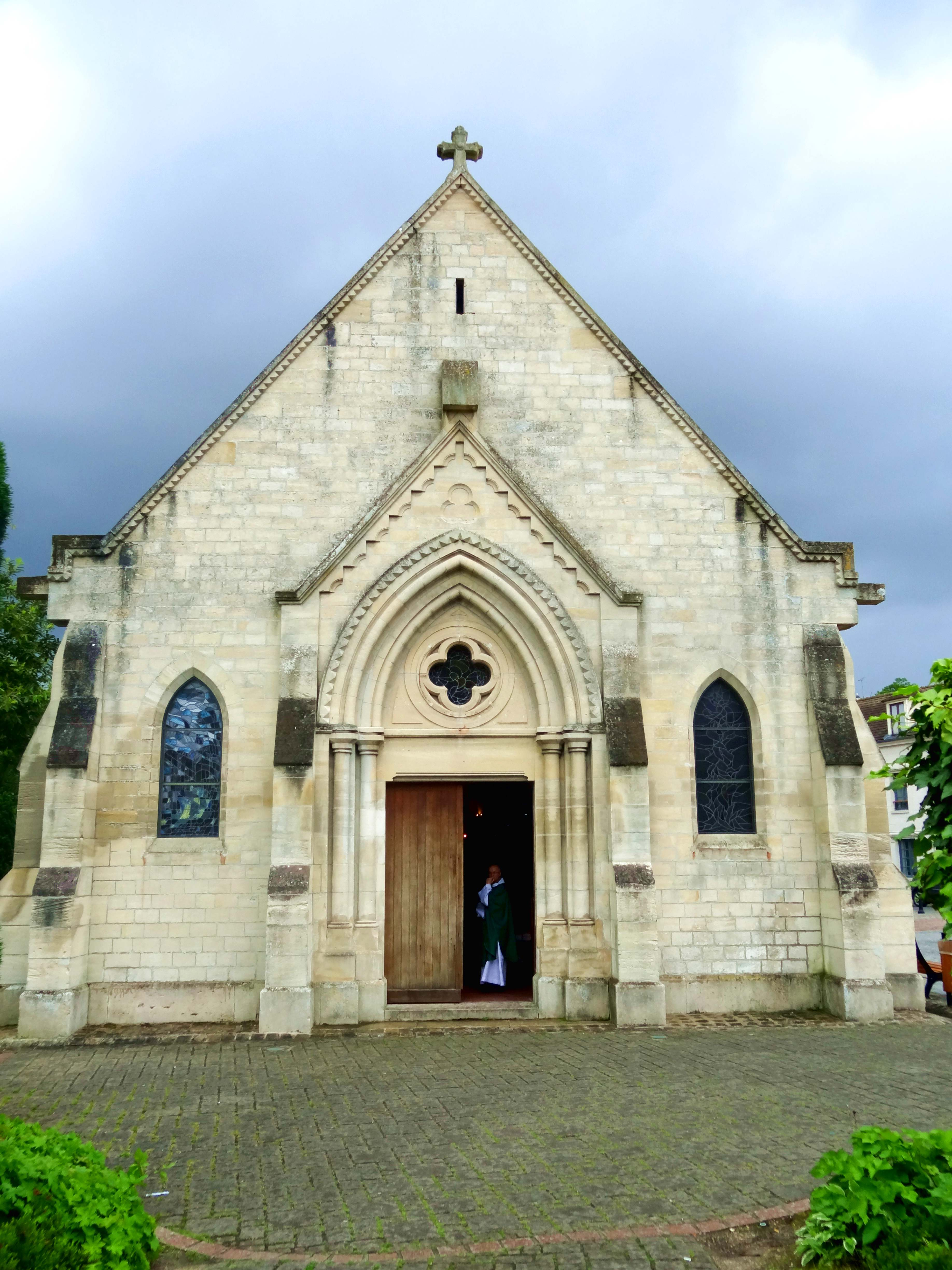
Façade occidentale.

Le clocher est l'élément le plus intéressant visible de l'extérieur. Il ne comporte qu'un unique étage, celui du beffroi, haut et élancé, émergeant de la toiture. Ses contreforts, deux pour chaque angle, sont peu saillants et émergent de massifs de maçonnerie de section carrée. Une fine colonnette prend naissance en même temps et occupe l'angle entre deux contreforts, pour se terminer au niveau de leurs glacis finals. Chaque face du clocher est ajourée de deux hautes baies abat-son en tiers-point, s'inscrivant dans des archivoltes s'appuyant sur une colonnette commune au centre, et deux colonnettes pour chacune des deux extrémités. Ces colonnettes portent des chapiteaux, et les arcatures sont décorées d'un boudin et d'un cordon de têtes de clous. En haut, les murs sont couronnés par une corniche de modillons cubiques.
Les façades sont très sobres. Des pignons n'existent qu'à l'ouest et au chevet, les croisillons du transept et les deux chapelles latérales du chœur étant recouverts ensemble par des toits en appentis s'appuyant contre la toiture du vaisseau central. Aucune distinction entre transept et chapelles latérales n'est visible. Les contreforts à ressauts qui règnent partout, sauf au nord du transept, sont caractéristiques du style gothique primitif. Leur silhouette est plus prononcée au chevet, où ils atteignent une hauteur plus importante du fait de l'absence de bas-côtés à ce niveau. Lors de la construction de la nouvelle nef, des contreforts du même type ont été adoptés. Sur le chœur, des corniches de têtes de clous reposant sur des modillons cubiques constituent l'unique ornementation. Comme déjà évoqué, la baie Renaissance du chevet est l'unique fenêtre de l'église à disposer d'un remplage. La dernière travée du chœur et la chapelle de la Vierge (chapelle sud) conservent leurs fenêtres en arc brisé d'origine. Celle au chevet de la chapelle est en grande partie obstruée par la sacristie. Au chevet de la chapelle Saint-Jacques au nord, l'on trouve un simple oculus rond au même emplacement. Les deux fenêtres en plein cintre au nord de la chapelle Saint-Jacques et du croisillon nord sont identiques, alors que la construction de ces parties s'est fait à plus d'un siècle de distance. Étant donné la période de construction des chapelles au XIIIe siècle, quand le plein cintre ne s'applique généralement plus, elles doivent résulter d'un remaniement au XVIe siècle au plus tôt. La baie du croisillon sud a déjà été remaniée au moment de la construction des chapelles, et est donc en arc brisé. Pour les bas-côtés de la nef censés imiter le style du XIIIe siècle, des lancettes plus aigües que celles de la seconde travée du chœur ont été retenues. La façade occidentale a reçu un grand portail à double archivolte en tiers-point, reposant sur deux paires de colonnettes à chapiteaux,.

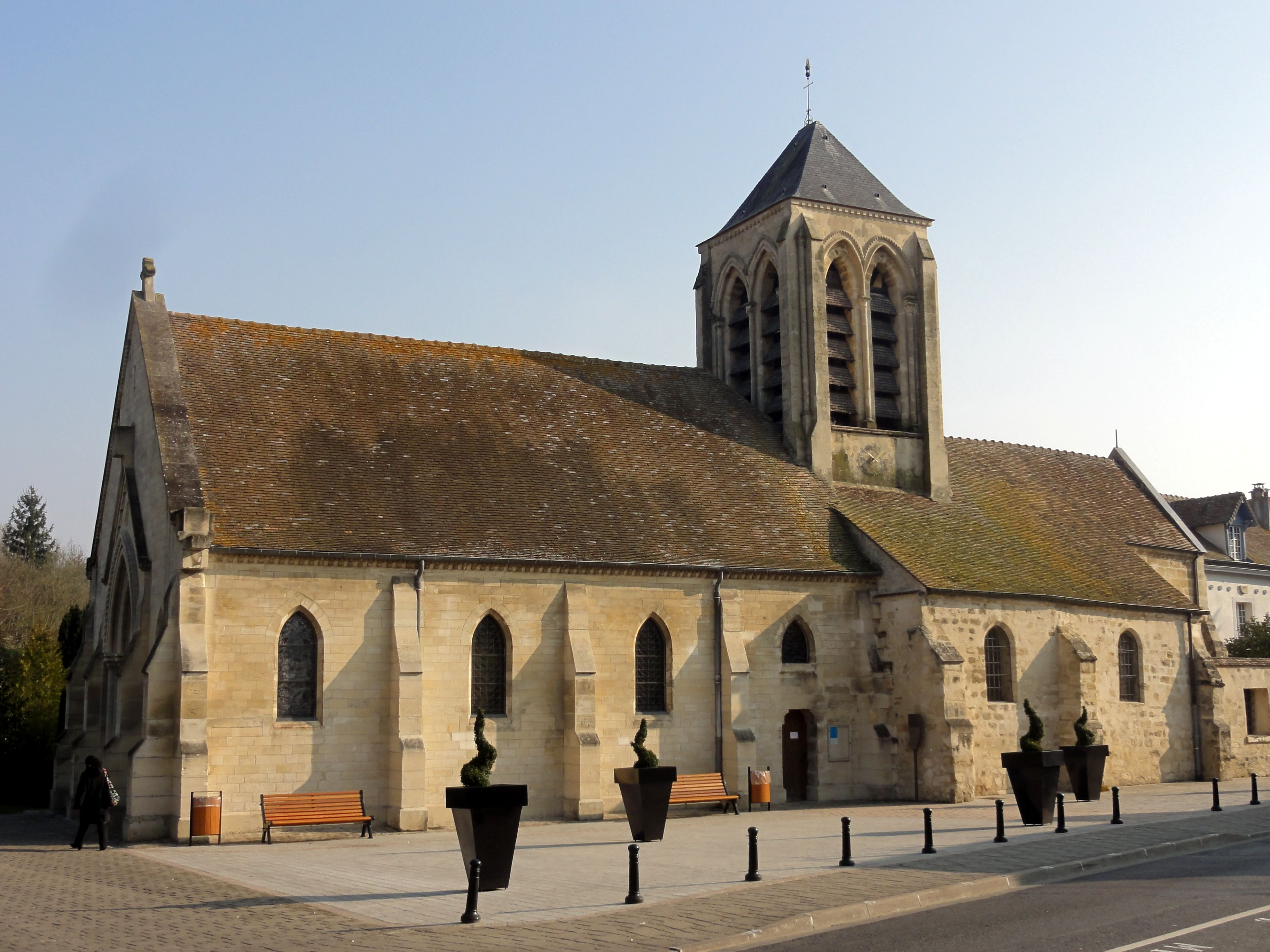
Vue depuis le sud.
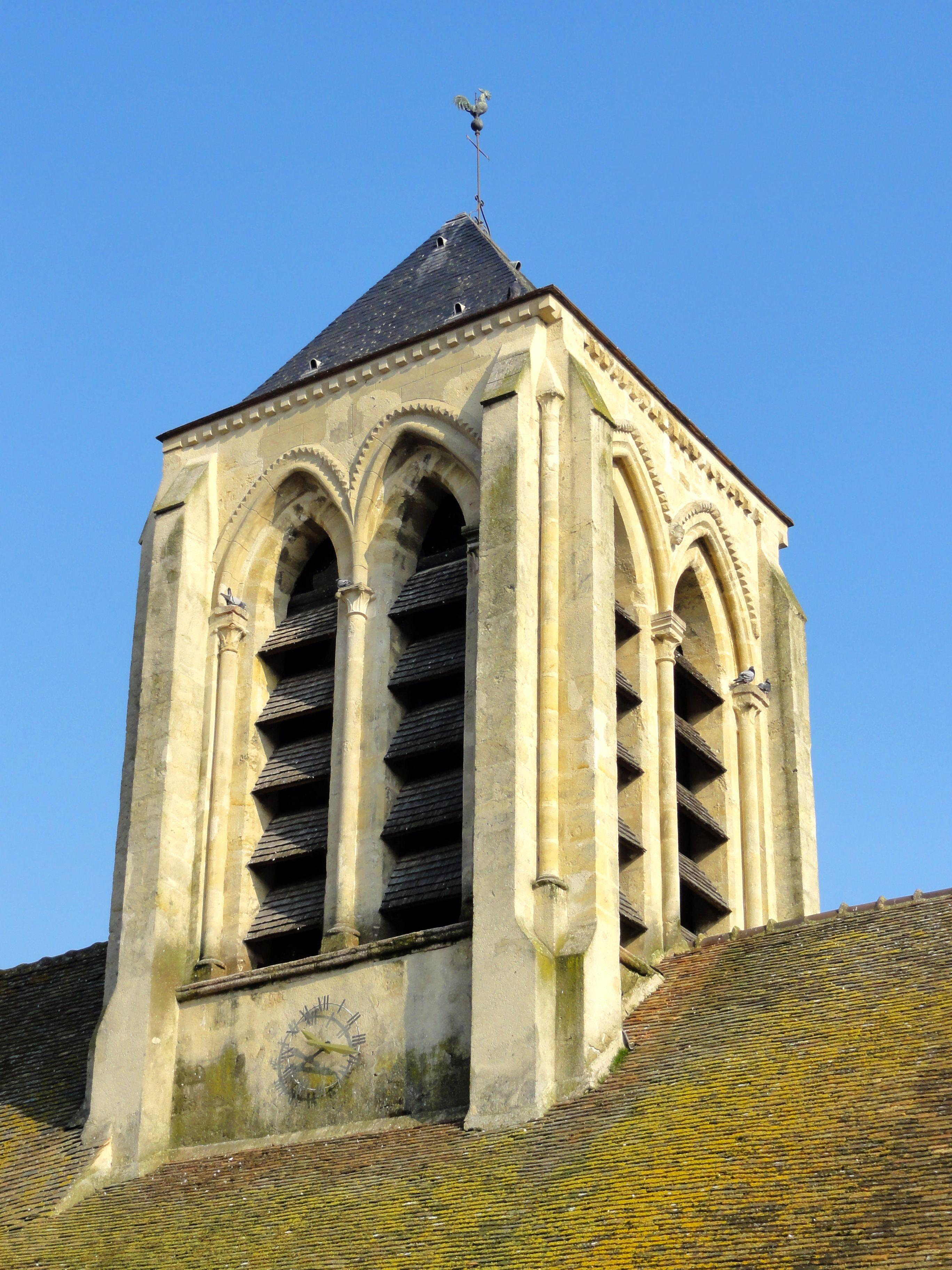
Clocher.
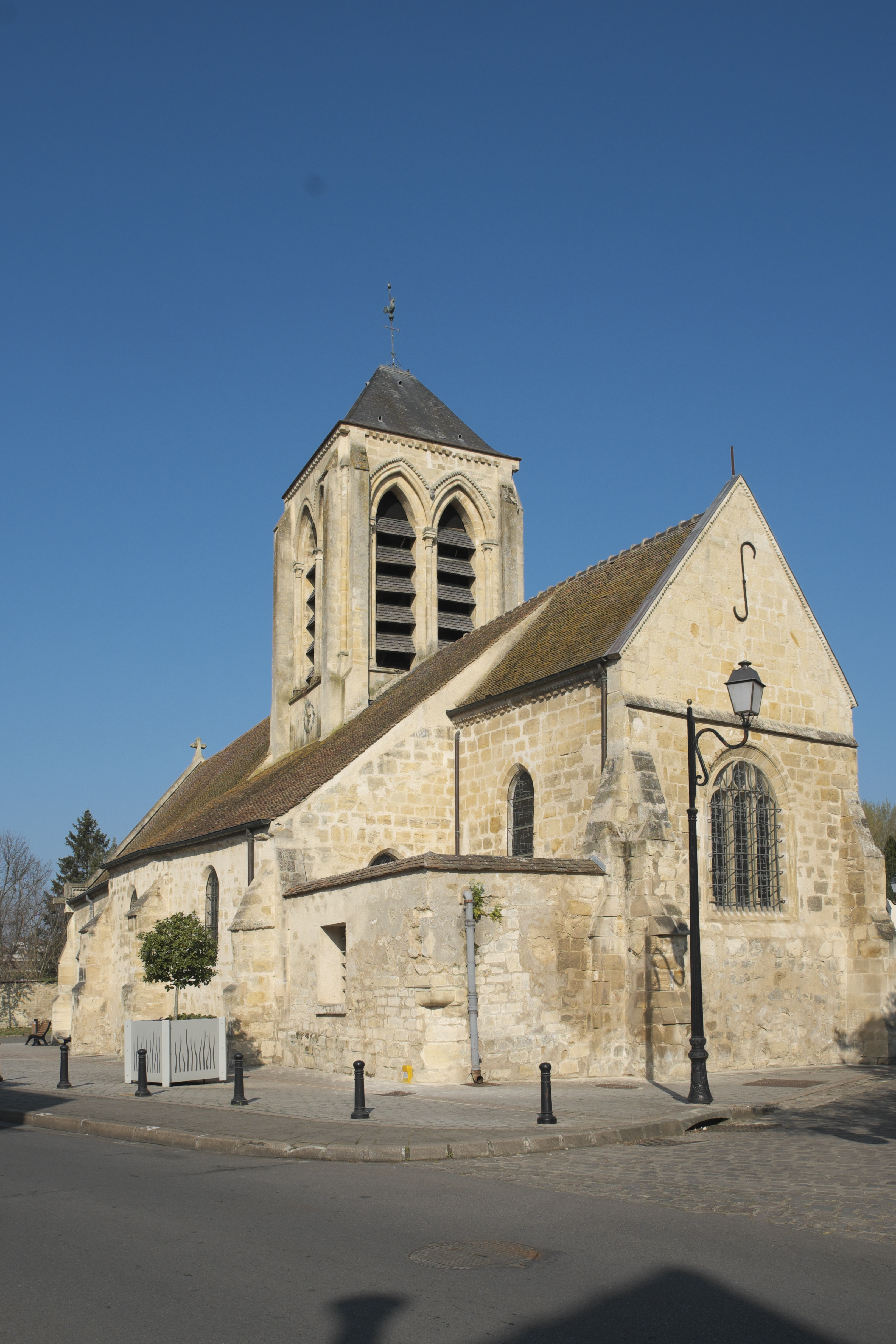
Vue depuis le sud-est.
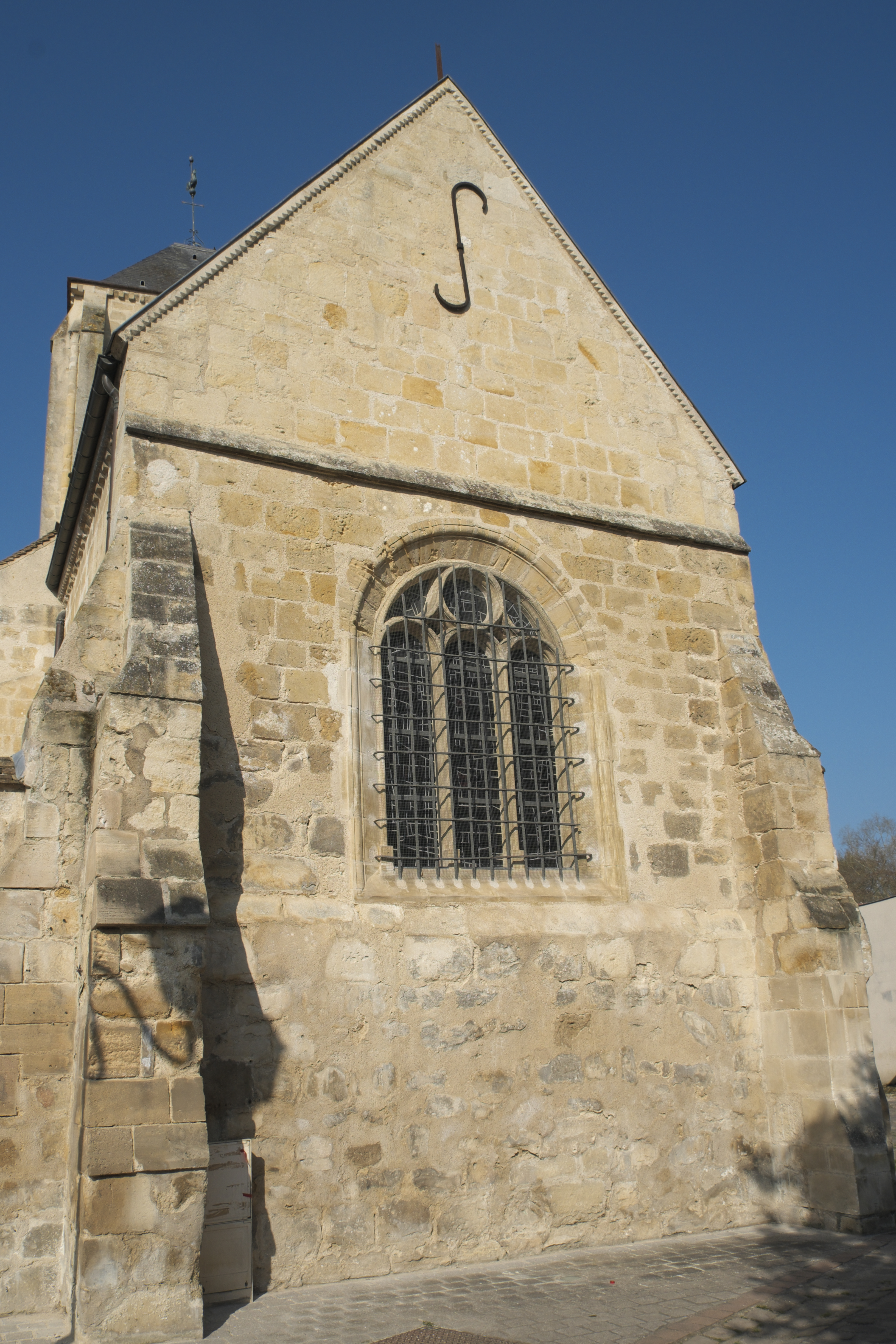
Chevet.
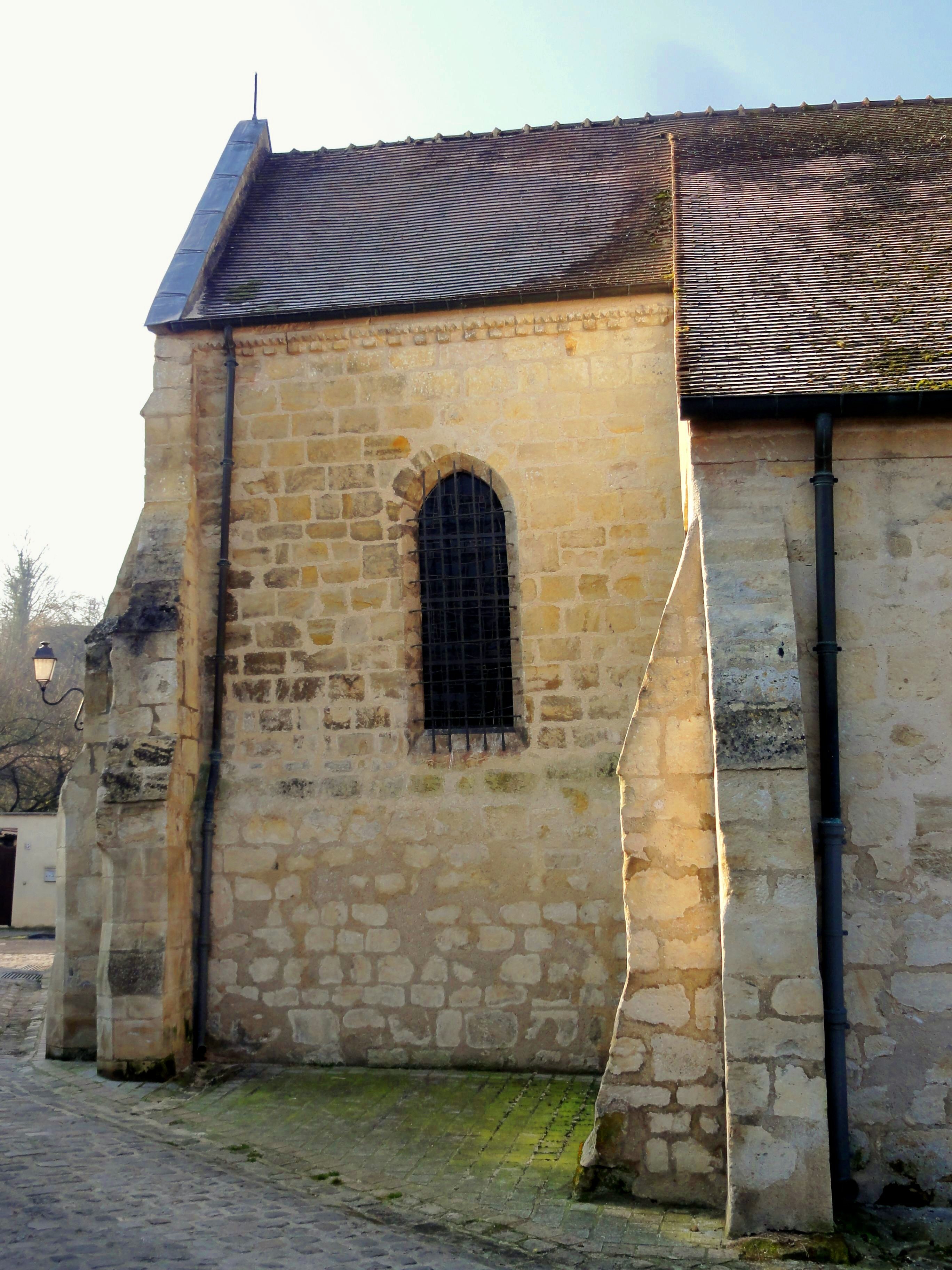
Dernière travée du chœur.
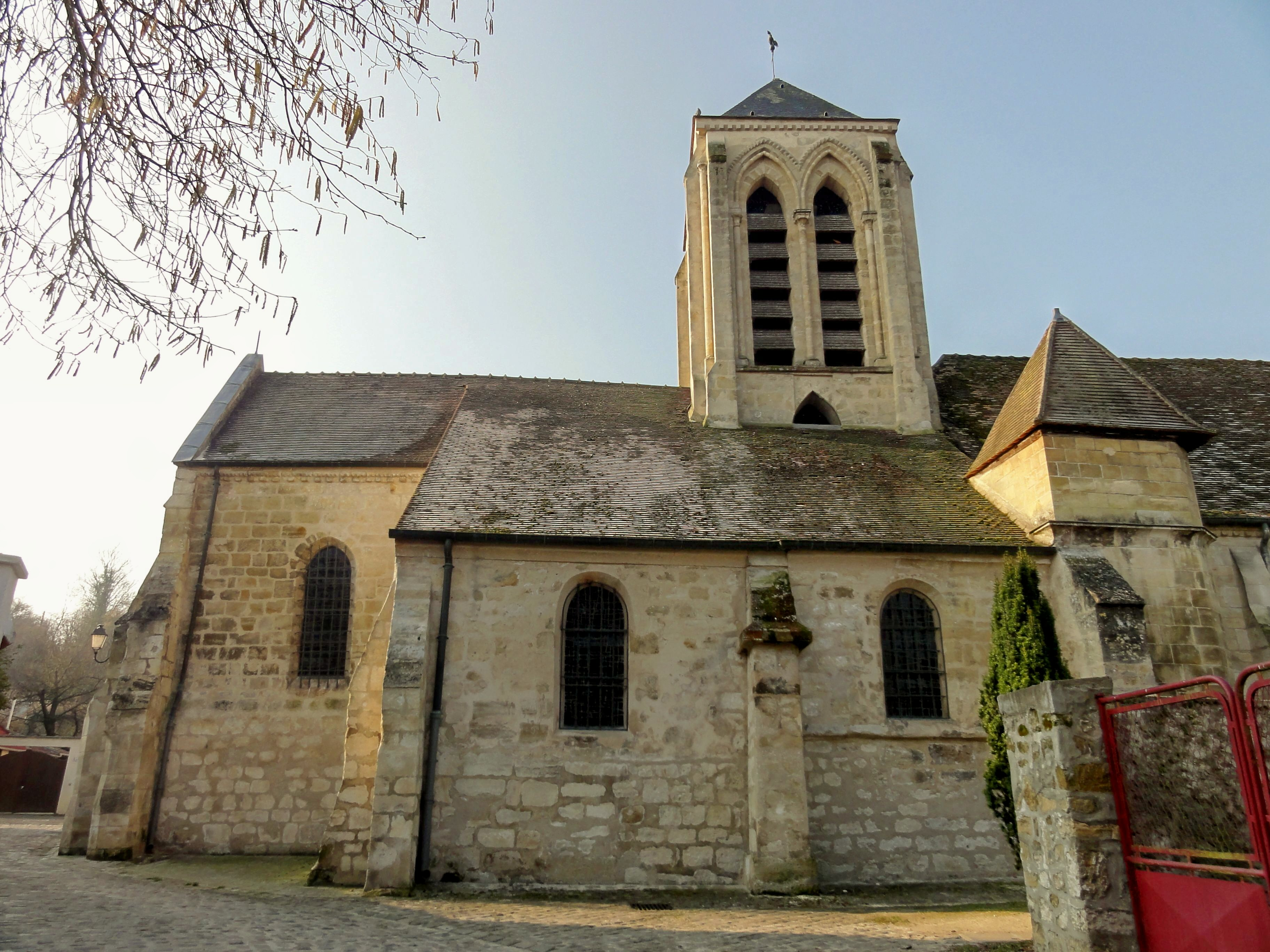
Chœur et transept, côté nord.